# Girolamo La Penna
Girolamo La Penna (Termoli, 15 giugno 1924 – Termoli, 21 gennaio 2005) è stato un politico italiano.
Laureato in Scienze Politiche, esponente dell'Azione Cattolica, sindacalista della Cisl, Sindaco della città ininterrottamente dal 20 Luglio del 1957 fino al 18 gennaio del 1975, fu eletto deputato a 34 anni (nel 1958) e sempre riconfermato fino al 1994, tra Camera (III, IV, VII, VIII, IX, X, XI legislatura) e Senato (V, VI legislatura). Fu membro delle commissioni permanenti Difesa, Bilancio, Finanze e Tesoro, Igiene e Sanità, presidente della X Commissione (Trasporti e Lavori Pubblici della Camera), nonché sottosegretario agli Interni, Lavori Pubblici e alla Sanità (Rumor III, Colombo, Andreotti I).